# 小行星4171
小行星4171（4171 Carrasco）是一颗绕太阳运转的小行星，为主小行星带小行星。该小行星于1982年3月23日发现。

## 轨道参数
小行星4171的轨道半长轴为2.2429916 UA，离心率为0.079。